# 1565 en arts plastiques
| Années des arts plastiques : 1562 - 1563 - 1564 - 1565 - 1566 - 1567 - 1568    |
| Décennies des arts plastiques : 1530 - 1540 - 1550 - 1560 - 1570 - 1580 - 1590 |

Cette page concerne l'année 1565 en arts plastiques.

## Œuvres

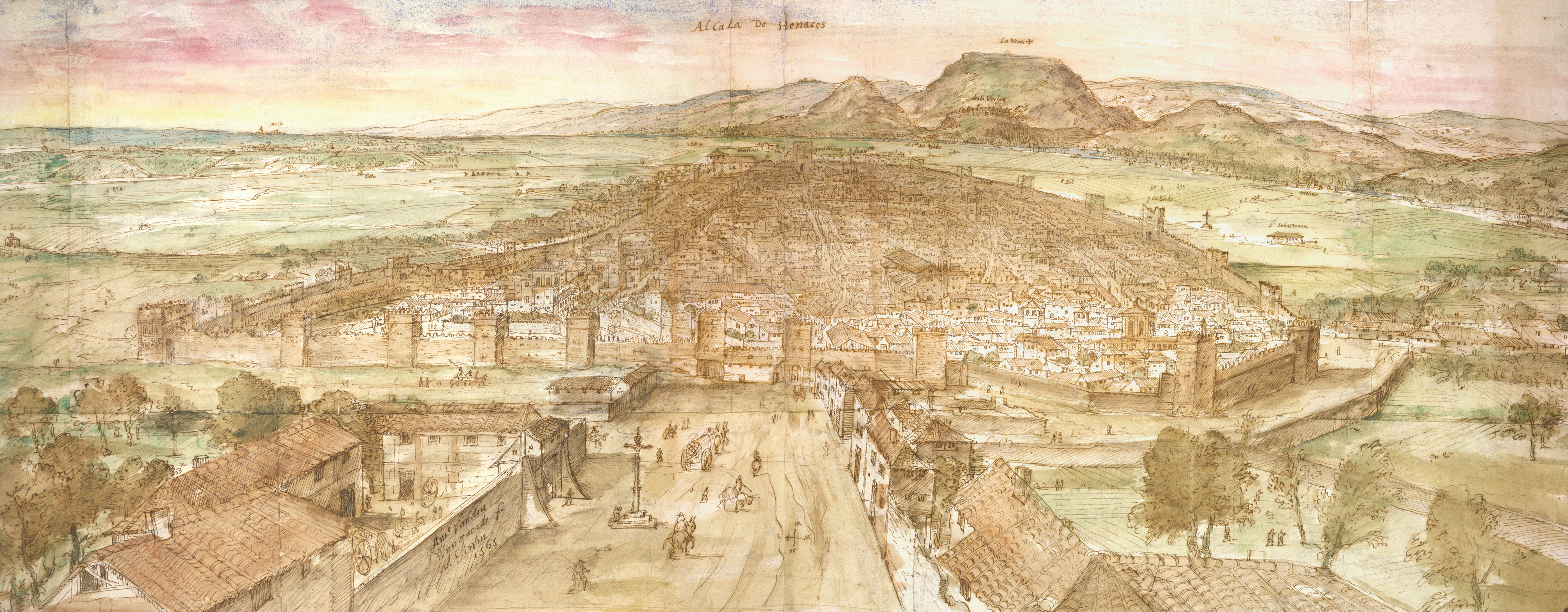
Vue panoramique d'Alcalá de Henares en 1565, selon Anton van den Wyngaerde.

- La Cène, de Lucas Cranach le Jeune.

## Naissances
- 18 mars : Aernout van Buchel, archéologue, dessinateur et humaniste du Siècle d'or néerlandais († 15 juillet 1641),
- 15 mai : Hendrick de Keyser, architecte et sculpteur néerlandais († 15 mai 1621),
- 21 mai : Juan de Oviedo, architecte, sculpteur et ingénieur militaire espagnol († 25 mars 1625),
- 2 juin : Francisco Ribalta, peintre baroque espagnol († 14 janvier 1628),
- 29 août : Agostino Ciampelli, peintre italien († 22 avril 1630),
- 23 novembre : Konoe Nobutada, poète, calligraphe, peintre et diariste de l'époque Azuchi Momoyama († 25 décembre 1614),
- ? :
  - Reza Abbassi, peintre et calligraphe perse († 1635),
  - Cheng Jiasui, peintre chinois († 1643),
  - Jacob De Gheyn le Jeune, peintre, dessinateur et graveur maniériste néerlandais († 29 mars 1629),
  - Pompeo Ferrucci, sculpteur italien († juillet 1637),
  - Antonio Gandini, peintre italien († 17 juillet 1630),
  - Linard Gonthier, peintre verrier français († après 1642),
  - Li Rihua, peintre chinois († 1635),
  - Rowland Lockey, peintre et orfèvre anglais († 1616),
  - Jan Saenredam, peintre maniériste, dessinateur, graveur et cartographe néerlandais († 6 avril 1607),
  - Alonso Vázquez, peintre et sculpteur maniériste espagnol († vers 1608),
  - Decio Termisani, peintre italien († 1600),
- Vers 1565 :
  - Martin Martini, graveur suisse († 6 mai 1610),
  - Antonio Ricci, peintre baroque italien († vers 1635),
  - Jacob Savery, peintre miniaturiste et animalier flamand († 1603),
- 1564 ou 1565 :
- Pieter Brueghel le Jeune, peintre brabançon († 10 octobre 1636).

## Décès
- 10 février : Francisco de Comontes, peintre espagnol (° vers 1500),
- 18 novembre : Fabio Licinio, graveur et peintre italien (° 1521),
- 7 décembre : Tiberio Calcagni, peintre et sculpteur italien (° 1532),
- ? :
  - Antonio Bernieri, peintre italien (° 1516),
  - Juan de Borgoña le jeune, peintre espagnol (° vers 1500),
  - Hanns Lautensack, graveur et peintre allemand (° 1520 ou 1525),
  - Paolo Pino, peintre et écrivain italien (° 1534).